# Alicia Ramsey
Alicia Ramsey, nacida como Alice Joanna Royston (1864-1933), fue una dramaturga y guionista británica.

## Vida
Alice Joanna Royston nació en Chelsea, hija de William Hayelett Royston, caballero. Se educó en Oxford y París y se formó como pianista en Leipzig.
En 1891, en Kensington, se casó con Sanderson Henry Walker, quien le dijo que su ocupación era teatral. Su seudónimo proviene del nombre artístico de su marido, Cecil Ramsey. Tuvieron un hijo, Guy Haylett Walker (1900-1959), también conocido como Guy Ramsey, un escritor. Sanderson Henry Walker (o Ramsey) murió en 1914, y en septiembre de 1916, en la ciudad de Nueva York, Alice, ahora Alicia Ramsey, se casó con el escritor y actor nacido en Jamaica Rudolph de Cordova, con quien había estado trabajando durante veinte años. Era hermano de otro actor, Leander de Cordova.
Varias de las obras de Ramsey fueron llevadas al cine durante la era del cine mudo.
Cuando murió en 1933, Ramsey vivía en el número 99 de Oxford Gardens, North Kensington, y la sucesión de su patrimonio, valorado en 121 libras, fue concedida a Cordova.

## Obras seleccionadas
Obras de teatro
- The Redskins (1903)
- Byron (1908)
- Social Hypocrites (1918)

Guiones de cine
- Eve's Daughter (1918)
- The Two Brides (1919)
- The Spark Divine (1919)
- Rob Roy (1922)
- Silent Evidence (1922)
- Young Lochinvar (1923)
- The Money Habit (1924)
- The Desert Sheik (1924)
- The Love Story of Aliette Brunton (1924)
- The Presumption of Stanley Hay, MP (1925)
- King of the Castle (1925)
- One Colombo Night (1926)